# Luhanj
Luhanj (ukrajinski, ruski: Лугань) rijeka je u Ukrajini i pritoka Sjevernog Donjeca, u porječju Dona. Izvire u gradu Horlivci.